# José Sánchez Mazuco
José Sánchez «Mazuco» Montiel (29 de septiembre de 1958) es un político, policía y abogado venezolano. Fue electo como diputado a la Asamblea Nacional para el periodo 2011-2016 por el estado Zulia, y como diputado suplenete para el periodo 2016-2021. En septiembre de 2024 fue detenido por un grupo de hombres armados, y para octubre de 2024 cumplió al menos un mes de desaparición forzada y sin que se conociera su paradero. 

## Carrera
Formó parte de la Dirección de los Servicios de Inteligencia y Prevención (DISIP) y se desempeñó como jefe de seguridad del estado Zulia durante la gobernación de Manuel Rosales. En 2007 fue arrestado y acusado del homicidio de Claudio Macías, quien se encontraba en una celda del Pabellón B del Retén El Marite.
Durante su encarcelamiento, fue electo como diputado a la Asamblea Nacional con el 72,16% de los votos por el partido opositor Un Nuevo Tiempo y para el circuito 5 del estado Zulia en las elecciones parlamentarias de 2010. En diciembre de 2011, el tribunal quinto de ejecución de Caracas le concedió una medida humanitaria por padecer de cáncer de próstata, después de cuatro años de reclusión en la cárcel militar de Ramo Verde, en el estado Miranda. En octubre de 2013 pudo juramentar e incorporarse a su escaño en la Asamblea Nacional.
Mazuco fue electo como diputado suplente de Juan Pablo Guanipa en las elecciones parlamentarias de 2015. En abril de 2018 se deslindó de Un Nuevo Tiempo en una carta dirigida a Manuel Rosales, y unos meses después fundó su propio partido político, Partido Acción Zuliana.
El 30 de septiembre de 2024 fue detenido por un grupo de hombres vestidos de negro y fuertemente armados en Maracaibo junto con un amigo mecánico, Antonio Buzzetti. Sánchez había salido de su casa y su camioneta se accidentó minutos después apocos metros de la avenida Milagro Norte, por lo que llamó a Antonio y procedieron a a buscar los repuestos necesarios para repararla. Ambos fueron interceptados y llevados en un carro. Para ese entonces no tenía participación política de ningún tipo.
Para octubre de 2024, Mazuco había pasado un mes desaparecido y sin que se conociera su paradero. La única mención oficial fue por parte del ministro de interior Diosdado Cabello, quien lo mencionó el 9 de octubre durante su programa de televisión Con el mazo dando y confirmó que había sido detenido.